# Giovanni Battista Averara
Giovanni Battista Averara, italijanski slikar, * 1508, Bergamo, † 10. november 1548.
O življenju tega renesančnega slikarja je malo znanega, umrl je zaradi pasjega ugriza. Njegov slog primerjajo s Tizianom. Omenja ga biograf Tassi, včasih ga zamenjujejo z Giovanom Battisto  d'Averara, ki je prav tako živel in deloval v severni Italiji.